# Jan Evertsenstraat 1 (Amsterdam)

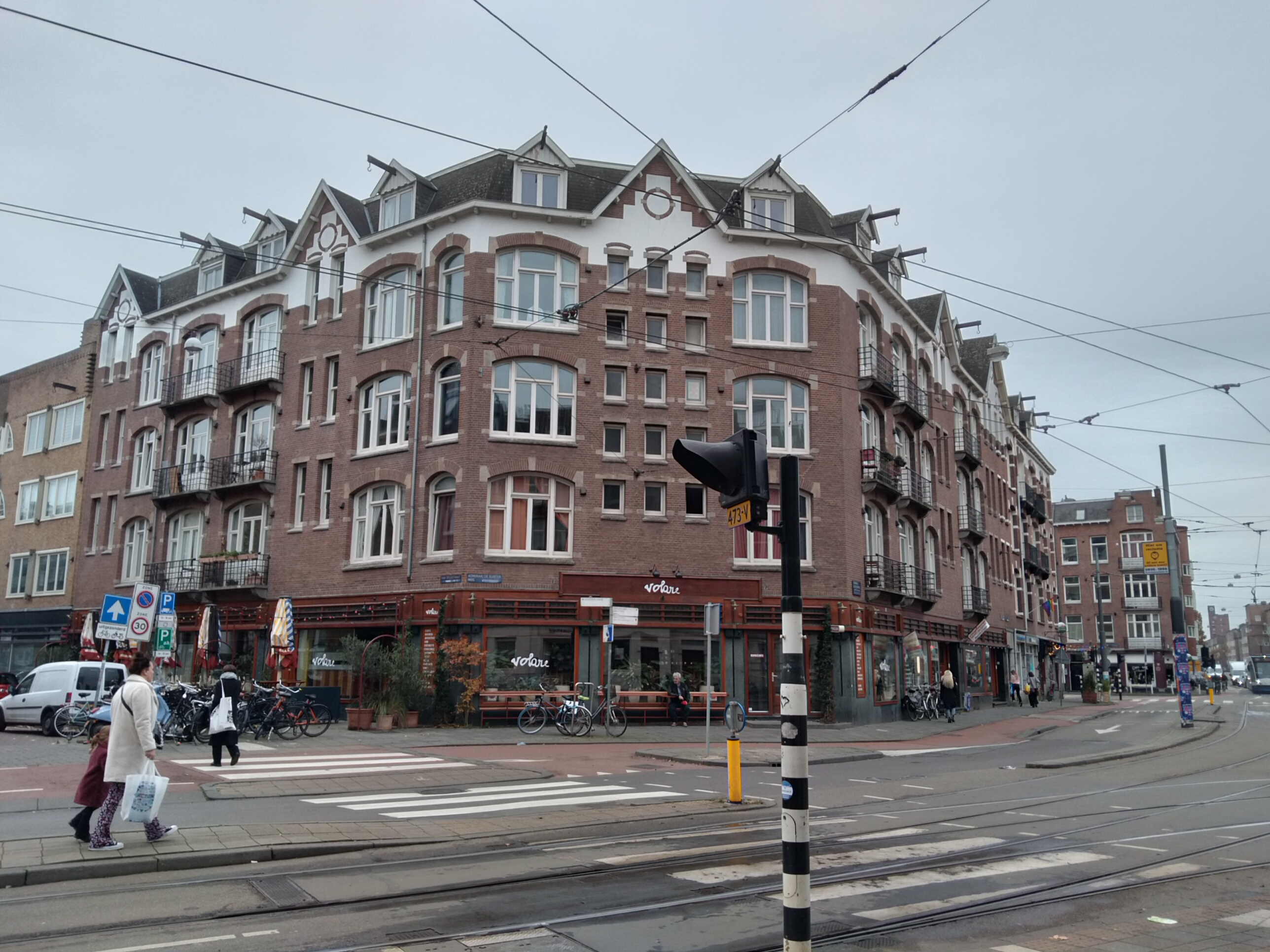
Het complex vanuit het oosten (november 2021)

Jan Evertsenstraat 1, Amsterdam vormt een deel van een gebouw dat weliswaar als adressering een huisnummer heeft aan de Jan Evertsenstraat in Amsterdam, maar fysiek los van de andere gebouwen aan die straat staat. (het eerste even nummer ligt schuin aan de overkant, nummer 7 aan de overzijde van de Witte de Withstraat).
Het gebouw is ingeklemd tussen gebouwen met andere straatnamen in de adressering, maar waar het wel het architectonisch uiterlijk deelt. Het blok is gebouwd omstreeks 1912. Het gebied was toen nog in eigendom van de gemeente Sloten  maar gemeente Amsterdam drong al op. Sloten legde een weg aan als aftakking van de Admiraal de Ruijterweg, die hier een scherpe bocht naar het noorden maakte. Diezelfde gemeente hield ook al rekening met eventuele zijstraten. Zo ontstond de kruising die later de naam De Krommert zou krijgen. De kruising bestaat uit twee naast elkaar gelegen T-kruisingen zuidwaarts met daartussen een T-kruising noordwaarts.
Exploitatiemaatschappij De Driesprong van Vonk en Balke mocht van de gemeente Sloten een complex bouwen dat gelegen is tussen de twee uitlopers van de T-kruisingen zuidwaarts. De totale adressering van het bouwblok luidt als volgt, waarbij bijzonder is dat de bijbehorende straten alle vernoemd zijn naar “zeehelden”: 
- Van Speijkstraat 175-179 (oostelijke vleugel, naar Jan van Speijk)
- Admiraal de Ruijterweg 79-83 (front, naar Michiel de Ruyter)
- Jan Evertsenstraat 1 (front, naar Johan Evertsen (1600-1666))
- Witte de Withstraat 182-188 (westelijke vleugel, naar Witte de With)

Het gebouw heeft vanwege haar tijd van bouwen een afwijkende bouwstijl. In de omgeving van het complex werd merendeels gebouwd in de stijl van de Amsterdamse School. De betrokken architecten Cornelis Kruyswijk (Witte de Withstraat), Jouke Zietsma (Van Speijkstraat) en Jo van der Mey (Jan Evertsenstraat) waren vertegenwoordigers van die stijl. Vonk en Balke hanteerden een andere stijl, Hun gebouw bestaat uit vier bouwlagen en een kap en heeft diverse afwijkende en niet symmetrisch geplaatste steekkappen. Opvallend is te noemen de afwisseling tussen grote ramen met ontlastingsbogen – en balken (resp. rondom en Witte de Withstraat) met daartussen juist kleine ramen in rechthoekige vorm. Een andere afwijking ten opzichte van de omgeving is de wit gepleisterde rand onder de daklijst. Wat typisch wel tot Amsterdamse Schoolstijl behoort, zijn de lambriseringen van de winkeleenheden op de begane grond; ze zijn uitgevoerd in zware rechthoekige maar afgeronde houten constructies, die vermoedelijk een gevolg zijn van verbouwingen de jaren 20 en 30. Ook de natuurstenen plint wijst op de Amsterdamse School. 
Het complex is door de gemeente ingedeeld in Orde 2 (net geen monument). 